# Escola romântica
A Escola Italiana ou Escola de Modena, também conhecida como Escola Romântica de xadrez foi uma escola de pensamento enxadrístico do século XVIII baseada nos trabalhos de Ponziani, Lolli e Del Rio que viviam em Modena, na Itália.
A Escola Romântica inicia em 1820 com Evans e Adolf Anderssen. Que acabou em 1866, quando Wilhelm Steinitz vence Anderssen em um match, impulsionando a Escola Moderna.
A escola de pensamento preconizava o desenvolvimento das peças, sem se preocupar com elementos da estratégia como controle do centro e a estrutura de peões. O jogo romântico era caracterizado pelas táticas rápidas ao invés de estratégias longas e pelo ataque rápido ao rei adversário.
Aberturas de 1. e4 eram comuns nesse estilo de jogo, como por exemplo a abertura Gambito do rei e a Giuoco Piano. Uma outra característica do pensamento italiano foi a oposição das ideias da Escola de Philidor. 